# Aglaopheniidae
Aglaopheniidae is een familie van neteldieren uit de klasse van de hydroïdpoliepen (Hydrozoa). Deze familie werd in 1890 voor het eerst wetenschappelijk beschreven door Marktanner-Turneretscher.

## Geslachten
- Aglaophenia Lamouroux, 1812
- Aglaophenopsis Fewkes, 1881
- Carpocladus Vervoort & Watson, 2003
- Cladocarpoides Bogle, 1984
- Cladocarpus Allman, 1874
- Gymnangium Hincks, 1874
- Lytocarpia Kirchenpauer, 1872
- Macrorhynchia Kirchenpauer, 1872
- Monoserius Marktanner-Turneretscher, 1890
- Nematocarpus Broch, 1918
- Pachyrhynchia Kirchenpauer, 1872
- Streptocaulus Allman, 1883
- Taxella Allman, 1874
- Wanglaophenia Vervoort & Watson, 2003